# Aizelles
Aizelles település Franciaországban, Aisne megyében. Lakosainak száma 119 fő (2022. január 1.). Aizelles Aubigny-en-Laonnois, Berrieux, Corbeny és Saint-Thomas községekkel határos.

## Népesség
A település népességének változása:
| Lakosok száma | 105  | 85   | 81   | 104  | 115  | 121  | 125  | 122  | 120  | 119  |
|               | 1968 | 1982 | 1990 | 2006 | 2013 | 2015 | 2017 | 2019 | 2020 | 2022 |